# Фомина, Анна
Анна Фомина (швед. Anna Fomina; род. 31 марта 1998) — шведская тяжелоатлетка, выступающая в весовой категории до 71 кг.

## Биография
Анна Фомина родилась 31 марта 1998 года.

## Категория
Анна Фомина участвовала в 2017 году на чемпионате Европы среди юниоров. Она подняла в упражнении "рывок" 80 килограммов, а в "толчке" 100. Её итоговый результат 180 килограммов позволил занять восьмое место в категории до 69 килограммов.
На чемпионате стран Северной Европы среди юниоров Анна заняла первое место в категории до 69 килограммов, подняв 180 килограммов (80 + 100).
На юниорском чемпионате Европы 2018 года Анна участвовала в весовой категории до 69 кг и заняла пятое место с результатом 187 килограммов. Она подняла в рывке и толчке 82 и 105 кг, соответственно.
В октябре 2018 года Фомина вновь выиграла юниорский чемпионат стран Северной Европы с результатом 186 килограммов, подняв в рывке на 6 килограммов больше прошлогоднего результата.
На чемпионате Европы до 23 лет в 2019 году Анна заняла четвёртое место в новой весовой категории до 71 кг. Шведская тяжелоатлетка подняла 83 и 112 килограммов в двух упражнениях, соответственно.
Вошла в состав сборной Швеции на взрослый чемпионат Европы 2021 года в Москве в категории до 71 килограмма.